# (34588) 2000 TL
2000 تي أل (ويعرف أيضًا باسم (34588) 2000 تي أل وفق تسمية الكوكب الصغير) (بالإنجليزية: 2000 TL)‏ هو كويكب ضمن حزام الكويكبات؛ وترتيبه 34588 من حيث الاكتشاف.
اكتُشف هذا الجُرم الفلكي بواسطة Charles W. Juels ‏ في 2 أكتوبر 2000.

## وصلات خارجية
- (34588) 2000 TL في قاعدة بيانات مختبر الدفع النفاث لأجرام النظام الشمسي الصغيرة

- الاكتشاف · مخطط المدار ·  العناصر المدارية · المعلمات المادية

- (34588) 2000 TL على موقع ويكي سكاي: DSS2, SDSS, GALEX, IRAS, Hydrogen α, X-Ray, Astrophoto, Sky Map, Articles and images